# Tribulopis bicolor
Tribulopis bicolor är en pockenholtsväxtart som beskrevs av F. Müll.. Tribulopis bicolor ingår i släktet Tribulopis och familjen pockenholtsväxter. Inga underarter finns listade i Catalogue of Life.